# Stockard Channing
Stockard Channing (n. Susan Antonia Williams Stockard; n. 13 februarie 1944, New York City, New York, SUA) este o actriță americană. Printre altele, a primit trei premii Emmy, un premiu Tony și o nominalizare la Premiile Oscar.
Channing a interpretat rolul Betty Rizzo în filmul Grease (1978) și Prima doamnă Abbey Bartlet în serialul TV NBC Viața la Casa Albă (1999–2006). A mai interpretat roluri ca Ouisa Kittredge în piesa de teatru Șase diferențe fundamentale și ecranizarea sa din 1993 pentru care a fost nominalizată la Premiul Oscar pentru cea mai bună actriță. 
Channing a primit în 1985 premiul Tony pentru cea mai bună actriță de teatru în versiunea Broadway a piesei A Day in the Death of Joe Egg și a primit premii Emmy pentru Viața la Casa Albă și The Matthew Shepard Story, ambele în 2002. A câștigat premiul Daytime Emmy în 2005 pentru rolul său din Jack. A mai apărut în filme de cinema ca Averea (The Fortune, 1975), Autocarul nuclear (The Big Bus, 1976), Detectivul ieftin (The Cheap Detective, 1978), Dragoste frântă (Heartburn, 1986), Trei puicuțe (To Wong Foo, Thanks for Everything! Julie Newmar, 1995), Up Close & Personal (1996), Ce vrăji mai fac fetele (Practical Magic, 1998) și în filmul lui Woody Allen, Sfaturi în dragoste  (Anything Else, 2003). A interpretat rolul Veronicăi Loy în serialul TV CBS Soția perfectă (The Good Wife, 2012–2016).